# Ополе-Головне
Ополе-Головне  — вузлова залізнична станція в Польщі.
Є великим транспортним вузлом, має пасажирське сполучення з усіма воєводствами Польщі та маршрутів приміського сполучення в різних напрямках.
Міжнародне сполучення з Україною представлене швидким поїздом Львів-Вроцлав.

## Світлини

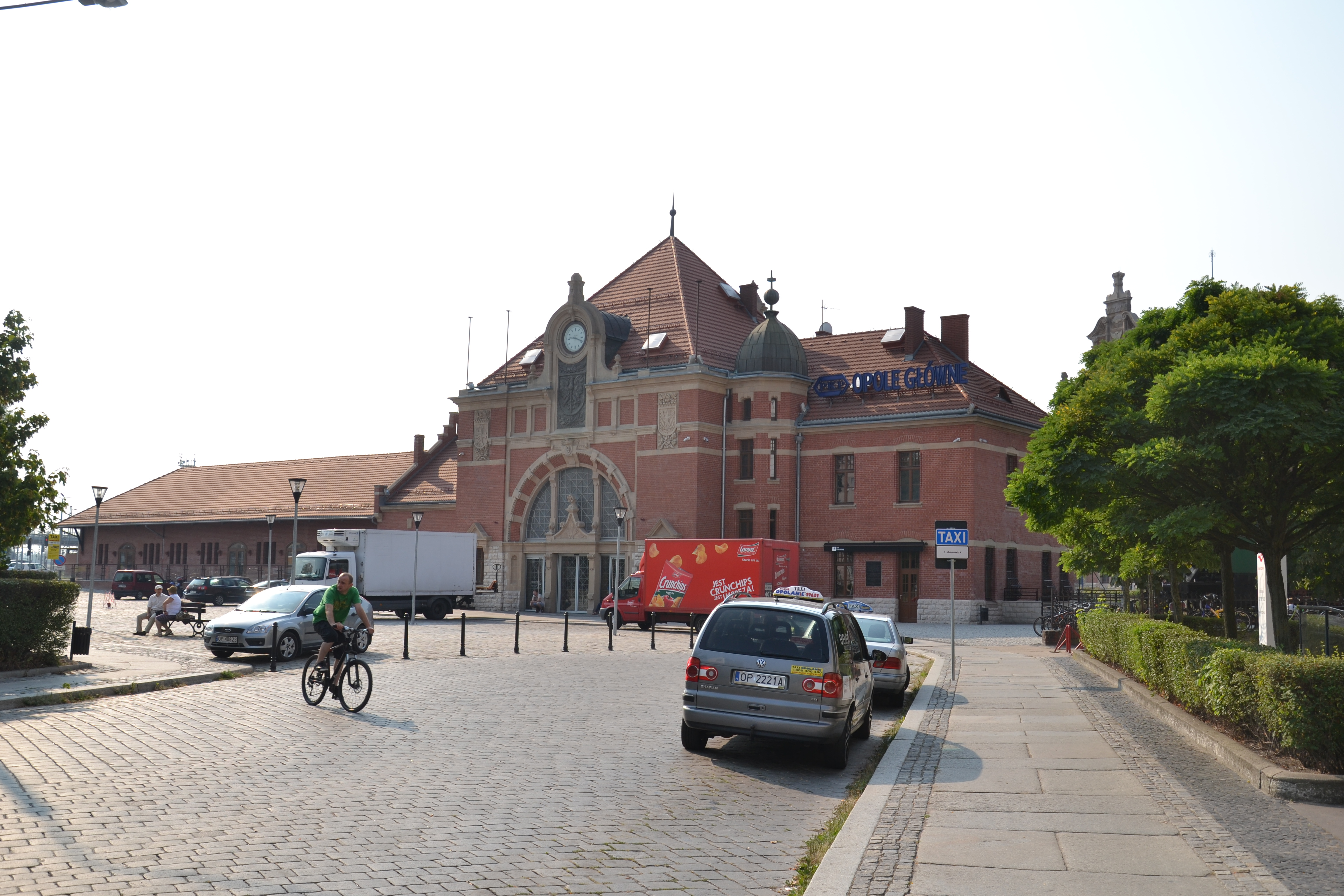
Вхід у вокзал
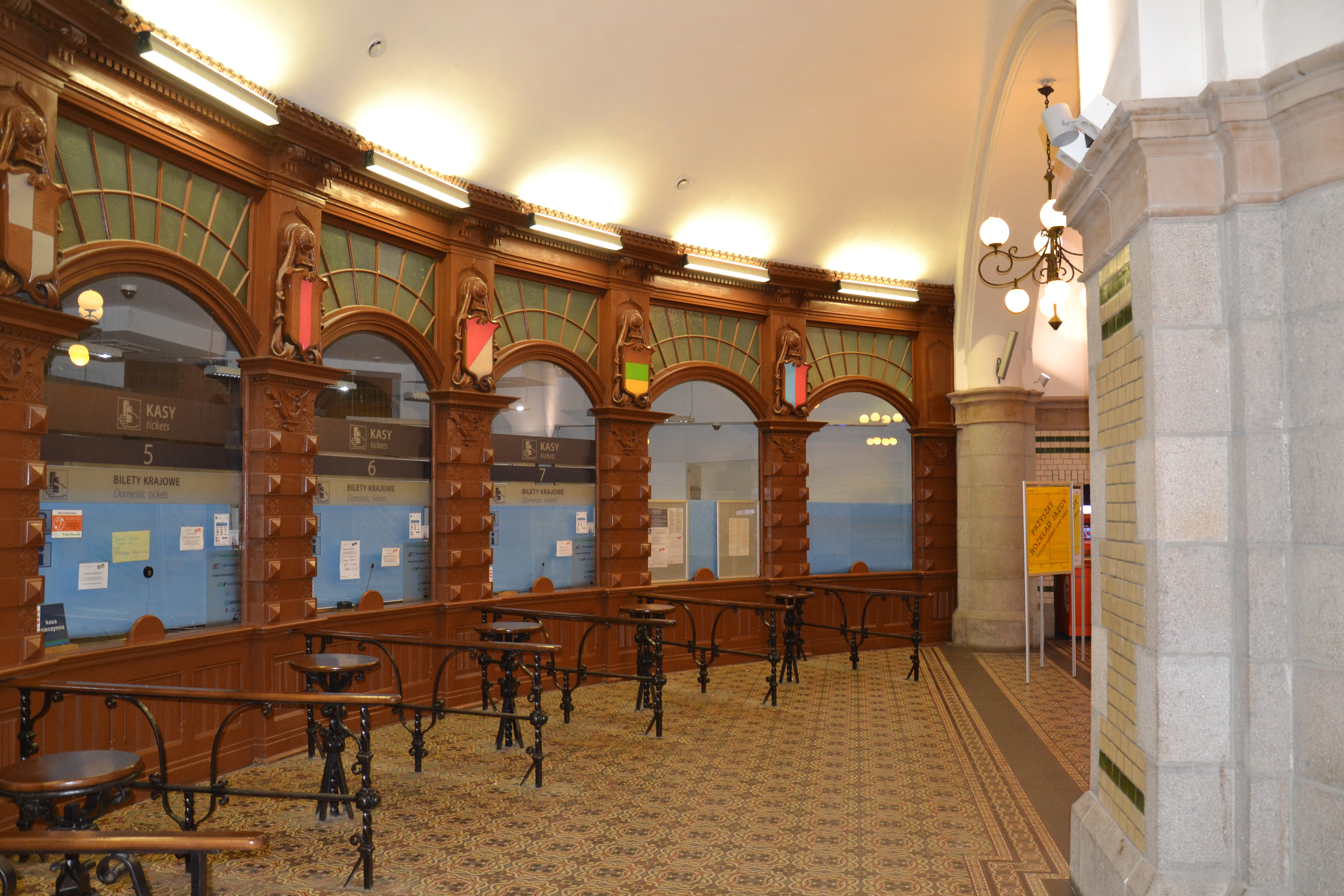
Каси
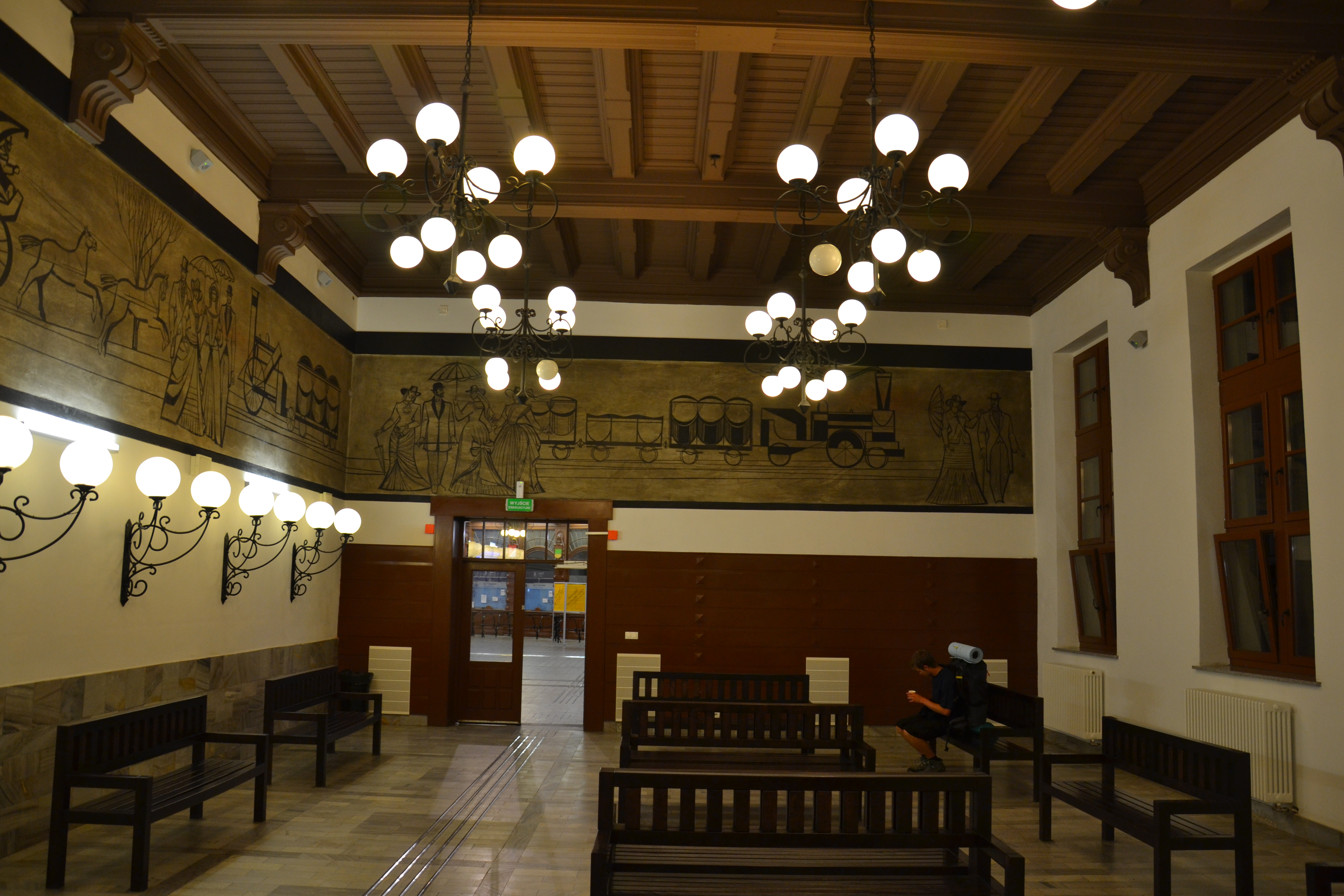
Приміщення для очікування
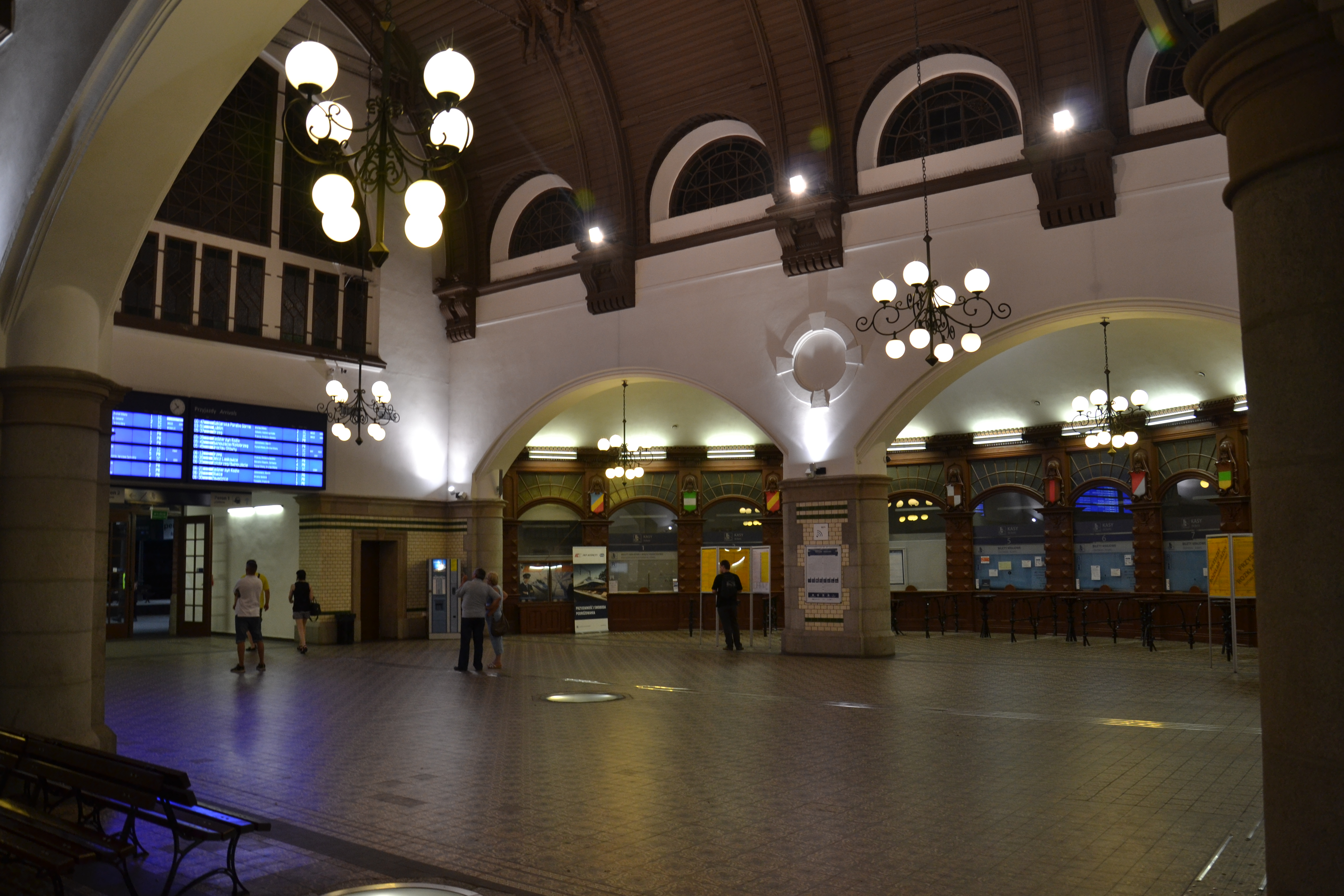
Головна зала
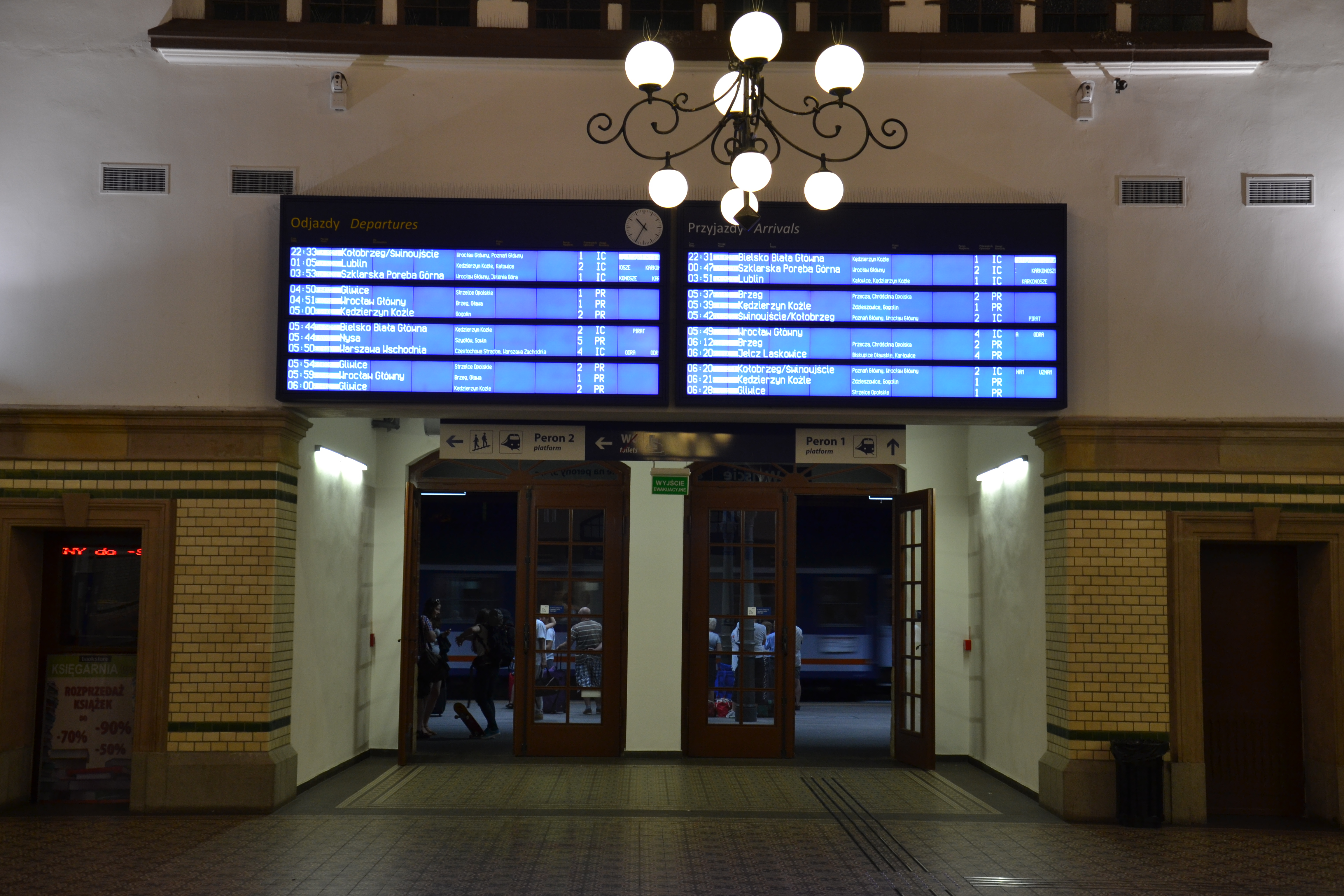
Вихід на перони
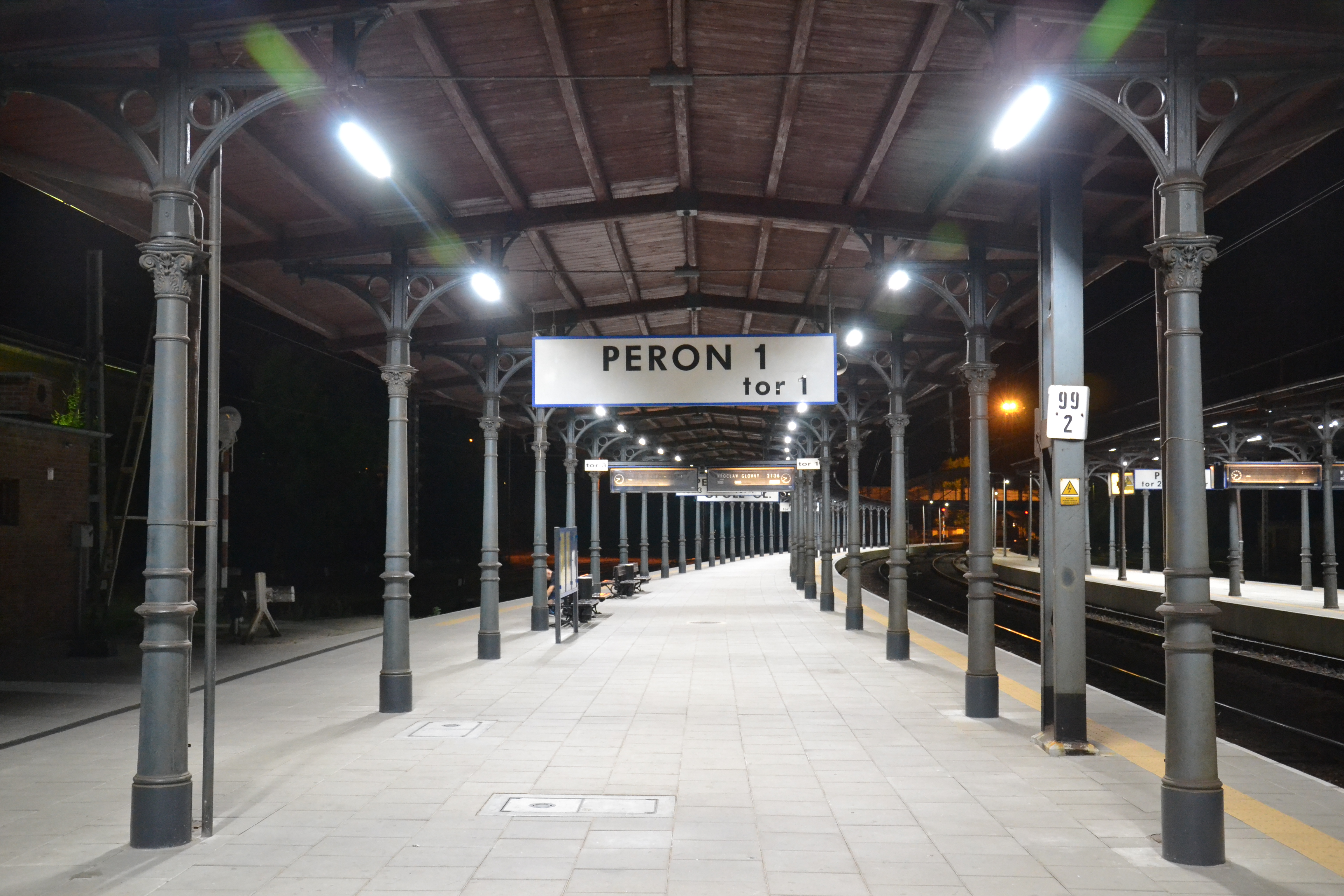
Перон 1